# أبل ميوكي
أبل ميوكي (باليابانية: アップルみゆき) هي مصارعة محترفة يابانية، ولدت في 14 يونيو 1985 في تيرني في اليابان.

## روابط خارجية
- أبل ميوكي على موقع CageMatch worker (الإنجليزية)
- أبل ميوكي على موقع قاعدة بيانات المصارعة على الإنترنت (الإنجليزية)